# Hurricane (Ilse DeLange)
Hurricane is een single van Ilse DeLange. Het is de titelsong van haar album Eye of the hurricane. Volgens het lied heeft ze lang genoeg bang afgewacht in het “oog van de storm” (het rustige centrum van een tropische cycloon).

## Hitnoteringen

### Nederlandse Top 40
| Hitnotering: 02-06-2012 t/m 28-07-2012 | Hitnotering: 02-06-2012 t/m 28-07-2012 | Hitnotering: 02-06-2012 t/m 28-07-2012 | Hitnotering: 02-06-2012 t/m 28-07-2012 | Hitnotering: 02-06-2012 t/m 28-07-2012 | Hitnotering: 02-06-2012 t/m 28-07-2012 | Hitnotering: 02-06-2012 t/m 28-07-2012 | Hitnotering: 02-06-2012 t/m 28-07-2012 | Hitnotering: 02-06-2012 t/m 28-07-2012 | Hitnotering: 02-06-2012 t/m 28-07-2012 | Hitnotering: 02-06-2012 t/m 28-07-2012 |
| Week:                                  | 1                                      | 2                                      | 3                                      | 4                                      | 5                                      | 6                                      | 7                                      | 8                                      | 9                                      |                                        |
| -------------------------------------- | -------------------------------------- | -------------------------------------- | -------------------------------------- | -------------------------------------- | -------------------------------------- | -------------------------------------- | -------------------------------------- | -------------------------------------- | -------------------------------------- | -------------------------------------- |
| Positie:                               | 27                                     | 23                                     | 23                                     | 32                                     | 30                                     | 28                                     | 34                                     | 36                                     | 37                                     | uit                                    |

### NederlandseSingle Top 100
| Hitnotering: (Week 1 t/m 10) 26-05-2012 t/m 28-07-2012 Hitnotering: (Week 11 t/m 16) 22-09-2012 t/m 27-10-2012 | Hitnotering: (Week 1 t/m 10) 26-05-2012 t/m 28-07-2012 Hitnotering: (Week 11 t/m 16) 22-09-2012 t/m 27-10-2012 | Hitnotering: (Week 1 t/m 10) 26-05-2012 t/m 28-07-2012 Hitnotering: (Week 11 t/m 16) 22-09-2012 t/m 27-10-2012 | Hitnotering: (Week 1 t/m 10) 26-05-2012 t/m 28-07-2012 Hitnotering: (Week 11 t/m 16) 22-09-2012 t/m 27-10-2012 | Hitnotering: (Week 1 t/m 10) 26-05-2012 t/m 28-07-2012 Hitnotering: (Week 11 t/m 16) 22-09-2012 t/m 27-10-2012 | Hitnotering: (Week 1 t/m 10) 26-05-2012 t/m 28-07-2012 Hitnotering: (Week 11 t/m 16) 22-09-2012 t/m 27-10-2012 | Hitnotering: (Week 1 t/m 10) 26-05-2012 t/m 28-07-2012 Hitnotering: (Week 11 t/m 16) 22-09-2012 t/m 27-10-2012 | Hitnotering: (Week 1 t/m 10) 26-05-2012 t/m 28-07-2012 Hitnotering: (Week 11 t/m 16) 22-09-2012 t/m 27-10-2012 | Hitnotering: (Week 1 t/m 10) 26-05-2012 t/m 28-07-2012 Hitnotering: (Week 11 t/m 16) 22-09-2012 t/m 27-10-2012 | Hitnotering: (Week 1 t/m 10) 26-05-2012 t/m 28-07-2012 Hitnotering: (Week 11 t/m 16) 22-09-2012 t/m 27-10-2012 | Hitnotering: (Week 1 t/m 10) 26-05-2012 t/m 28-07-2012 Hitnotering: (Week 11 t/m 16) 22-09-2012 t/m 27-10-2012 | Hitnotering: (Week 1 t/m 10) 26-05-2012 t/m 28-07-2012 Hitnotering: (Week 11 t/m 16) 22-09-2012 t/m 27-10-2012 | Hitnotering: (Week 1 t/m 10) 26-05-2012 t/m 28-07-2012 Hitnotering: (Week 11 t/m 16) 22-09-2012 t/m 27-10-2012 | Hitnotering: (Week 1 t/m 10) 26-05-2012 t/m 28-07-2012 Hitnotering: (Week 11 t/m 16) 22-09-2012 t/m 27-10-2012 | Hitnotering: (Week 1 t/m 10) 26-05-2012 t/m 28-07-2012 Hitnotering: (Week 11 t/m 16) 22-09-2012 t/m 27-10-2012 | Hitnotering: (Week 1 t/m 10) 26-05-2012 t/m 28-07-2012 Hitnotering: (Week 11 t/m 16) 22-09-2012 t/m 27-10-2012 | Hitnotering: (Week 1 t/m 10) 26-05-2012 t/m 28-07-2012 Hitnotering: (Week 11 t/m 16) 22-09-2012 t/m 27-10-2012 | Hitnotering: (Week 1 t/m 10) 26-05-2012 t/m 28-07-2012 Hitnotering: (Week 11 t/m 16) 22-09-2012 t/m 27-10-2012 | Hitnotering: (Week 1 t/m 10) 26-05-2012 t/m 28-07-2012 Hitnotering: (Week 11 t/m 16) 22-09-2012 t/m 27-10-2012 |
| Week: | 1 | 2 | 3 | 4 | 5 | 6 | 7 | 8 | 9 | 10 | | 11 | 12 | 13 | 14 | 15 | 16 | |
| --- | --- | --- | --- | --- | --- | --- | --- | --- | --- | --- | --- | --- | --- | --- | --- | --- | --- | --- |
| Positie: | 7 | 75 | 48 | 68 | 53 | 65 | 84 | 91 | 76 | 97 | uit | 12 | 32 | 53 | 61 | 67 | 80 | uit |

### NPO Radio 2 Top 2000
| Nummer met noteringen in de NPO Radio 2 Top 2000 | '12 | '13 | '14  |
| ------------------------------------------------ | --- | --- | ---- |
| Hurricane                                        | 354 | 848 | 1357 |

1. ↑  Een vetgedrukt getal geeft de hoogste notering aan.
2. ↑  2012 was het eerste jaar met een notering voor dit nummer.
3. ↑  Deze tabel is bijgewerkt tot en met de laatste editie (2024).